# Triebfahrzeugführende

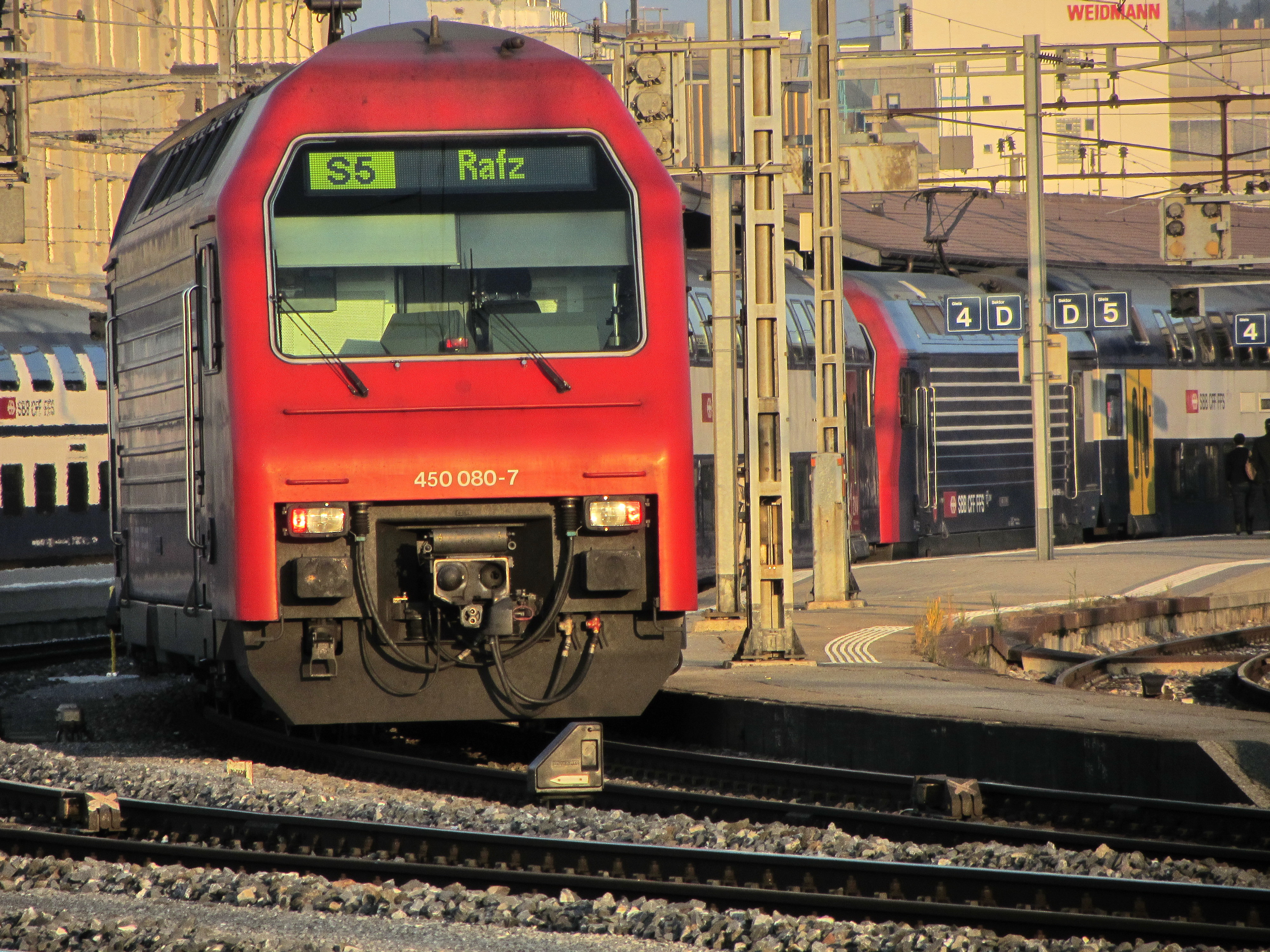
Triebfahrzeug der SBB

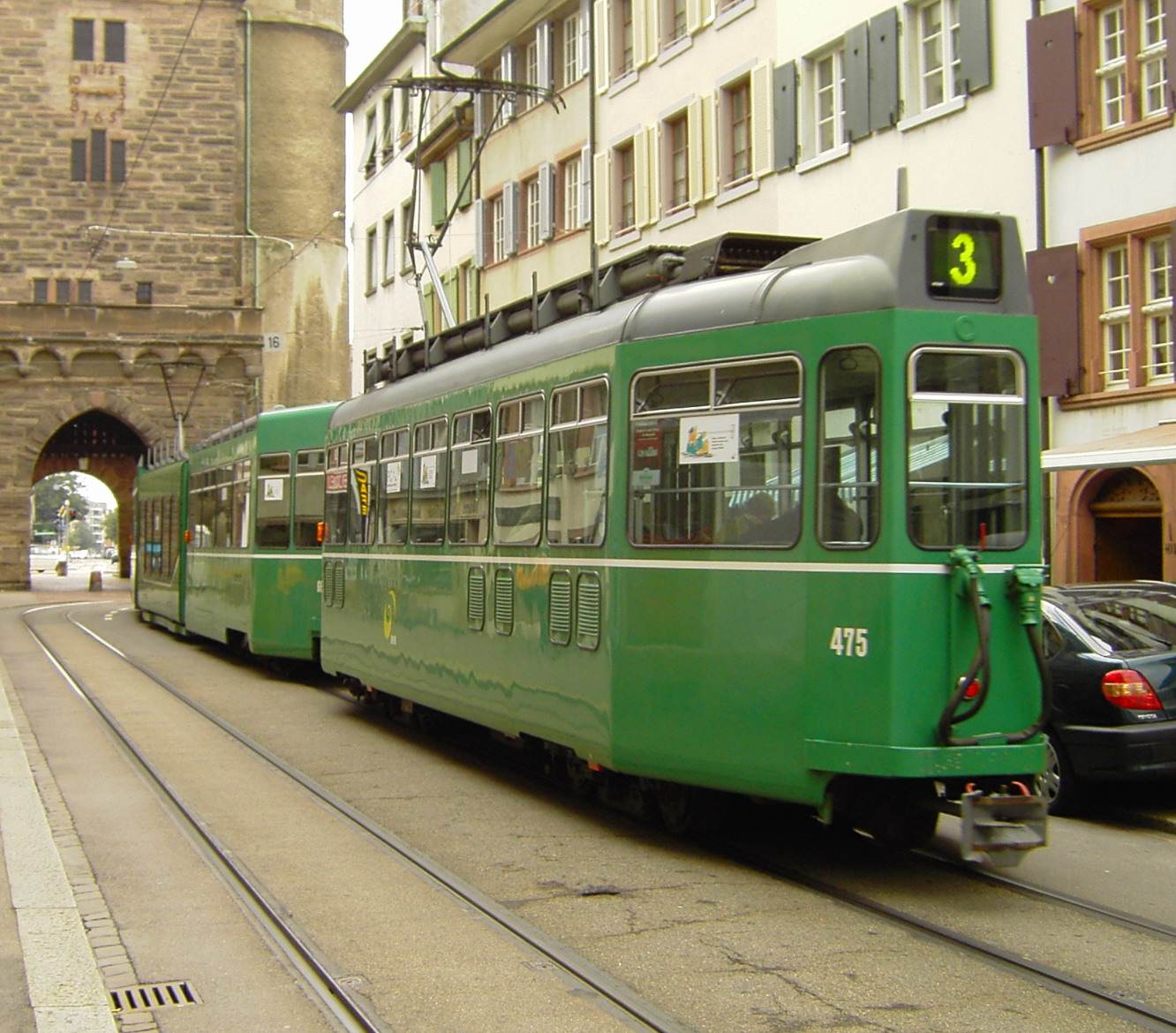
Auch Trams sind Triebfahrzeuge im Sinne der Verordnung

Triebfahrzeugführende ist der in der Schweizer Gesetzessprache verwendete Begriff für Lokführer sowie andere Personen, die direkt oder indirekt (z. B. als Rangierleiter an der Spitze eines Zuges) ein Triebfahrzeug führen.

## Ausbildung
Seit der Bahnreform (1. Januar 1999) werden Triebfahrzeugführende durch das Bundesamt für Verkehr geprüft und zugelassen. Sie erhalten dafür einen Ausweis, den sie bei der Ausübung ihrer Tätigkeit mitführen müssen.
Bis dahin waren Ausbildung und Prüfung der Lokführer, Wagenführer, Rangierlokführer, Tramführer Sache der Eisenbahnunternehmen selbst. Für Fahrten auf den Strecken anderer Unternehmen mussten dann oft zusätzliche Prüfungen abgelegt werden.
Ab 2002 wurde die Ausbildung der Triebfahrzeugführenden durch die Firma Login Berufsbildung, eine gemeinsame Ausbildungsorganisation vieler Unternehmen des öffentlichen Verkehrs, durchgeführt. Diese Praxis wurde wieder aufgegeben und die Ausbildung findet wieder direkt bei der entsprechenden EVU statt. Dies soll die Ausbildung praxisgerechter gestalten. Die Ausbildung zum Lokführer wird entlöhnt, der Ausbildungslohn liegt jedoch z. T. deutlich tiefer als der Lohn nach der Ausbildung.
Der Weg zum Lokführer führt in jedem Fall über eine Zweitausbildung, Triebfahrzeugführende in der Schweiz sind berufserfahrene Quereinsteiger. Es ist nicht möglich, eine Berufslehre als Lokführer zu absolvieren.

### Voraussetzungen
Die Voraussetzungen unterscheiden sich für die verschiedenen Kategorien.
- Abgeschlossene mind. dreijährige Berufslehre oder Matura
- Mindestalter nach BAV: 15[1], Höchstalter je nach EVU
  - Mindestalter für Tätigkeitsbeginn 18[2]
- Führerschein (je nach EVU)
- gute Gesundheit
- psychische Belastbarkeit
- Bestehen einer Reihe von Fähigkeitstests

## Arbeitsbedingungen
Unregelmässige Arbeitszeiten auch am Wochenende und in der Nacht gehören zum Beruf. Die Arbeit in Teilzeit ist möglich und wird auch angeboten. Die Ausbildung in Teilzeit wurde angeboten, wird jedoch aktuell (Stand: 2018) aufgrund der hohen Intensität und der relativ langen Dauer der Ausbildung kaum angewandt.

## Karrieremöglichkeiten
Ein fertig ausgebildeter Lokführer Kategorie B darf die im Zusatzblatt aufgeführten Strecken und Fahrzeuge befahren und bedienen. Weitere Strecken werden im Rahmen von Instruktionsfahrten zum Erlangen der Streckenkenntnis nachgeführt, zusätzlich zu führende Fahrzeuge mittels mehrtägigen Fahrzeugkursen. Ein Lokführer führt in der Regel einen bis sechs verschiedene Fahrzeugtypen, je nach Einsatzgebiet und bisheriger Erfahrung aus anderen Depotstandorten können jedoch auch weit mehr Fahrzeuge geführt werden. Die Fähigkeit zum Führen von Schienenfahrzeugen wird alle fünf Jahre im Rahmen einer periodischen Prüfung durch das Bundesamt für Verkehr geprüft.
Neben diesen Möglichkeiten im Fahrdienst, gibt es für ausgebildete Lokführer auch noch andere Entwicklungsmöglichkeiten:
- Führung
- Planung
- Ausbildung
- Prüfungsexperte

Die gemischte Arbeit in Teilzeit als Lokführer und Teilzeit in einem anderen Bereich innerhalb des EVU wird ebenfalls angeboten.

## Verdienst
Bei der SBB erhalten Lokführer einen Maximallohn von 105'421 CHF pro Jahr (Stand 01.05.2023), zuzüglich Wochenend- und Nachtzuschläge, bei einer mittleren Wochenarbeitszeit von 41 Stunden und 25 Ferientagen pro Jahr. Der Einstiegslohn nach der Ausbildung liegt bei ca. 72'000 CHF.